# Авиаматка
Авиама́тка — устаревшее название авианосца или воздушного авианосца.

## На флоте
На флоте до 1930 года авиаматкой мог называться корабль специальной постройки, или модернизированный, и предназначенный для размещения, обслуживания, ремонта, взлёта и посадки самолетов (см. палубная авиация).
На флоте к авиаматкам относились:
- Гидрокрейсер, гидроавианосец и авиатранспорт — корабли, несущие на борту гидросамолеты, и оборудованые устройствами для их спуска на воду и подъёма на борт[1].
- Авианосец — корабль, имеющий взлётно-посадочную палубу[1].

В настоящее время на флоте термин «авиаматка» не используется.

## В авиации
Большой самолёт или дирижабль — воздушный авианосец — несущий на себе малые самолёты, истребители, которые могут стартовать с авиаматки и продолжить полёт самостоятельно.
В настоящее время в авиации термин «авиаматка» не используется.